# 푸른 해바라기
《푸른 해바라기》는 1987년 6월 1일부터 같은 해 11월 27일까지 방영되었던 한국방송공사 1TV 일일연속극으로, 애정 문제가 중심인 젊은이들의 세태를 그린 드라마다.

## 등장 인물
- 배종옥
- 임성민
- 최화정
- 허윤정
- 홍요섭
- 임옥경
- 사미자
- 주현

## 참고 사항
- 임성민은 촬영 도중 계단에서 굴러 다리가 부러지는 부상을 당했는데, 작가 서영명은 "부상당한 것은 배우의 실수이니 목발을 짚고서라도 촬영을 강행해야 한다"라 말하고 극중에서도 다친 것으로 처리되고, 임성민은 아픈 다리를 이끌고 촬영에 임했다.[2]
- 국내 드라마 사상 최초로 소설가가 드라마화를 전제로 원작 소설을 집필했다는 점에서 관심을 끌었으나 중반 이후 일관성을 잃었다는 비판을 받았다.[3]